# Mikrojehla
Mikrojehla je zdravotnická pomůcka, asi 10× kratší než běžná injekční jehla. Její vpich pronikne pouze asi jen do hloubky 1,5 mm do pokožky.
Tento mikroinjekční systém je tvořen předplněnou skleněnou stříkačkou, k níž je připojena krátká jehla s omezenou hloubkou vpichu. To zabraňuje náhodnému poranění jehlou. Mikrojehla využívá toho faktu, že v této vrstvě kůže se nachází velmi bohatá síť kapilár, lymfatických cévek a především imunitních buněk. Daná oblast je tedy nejvhodnějším místem pro vpravení očkovací látky. Mezi další výhody patří menší potřeba vakcíny a snadnější aplikace. Zatím se tohoto systému využívá u očkování proti viru chřipky. Lékaři si od mikrojehel slibují větší proočkovanost populace.